# André Bernardes Santos
André Filipe Bernardes Santos (Torres Vedras, 2 de marzo de 1989) es un futbolista portugués que juega como centrocampista en el Varzim S. C. de la Terceira Liga.

## Trayectoria
El 28 de agosto de 2020 acordó su fichaje por el Grasshopper Club Zürich, equipo en el que estuvo jugando durante dos temporadas.

## Clubes
| Club                                  | País     | Año       |
| ------------------------------------- | -------- | --------- |
| Sporting C. P.                        | Portugal | 2008-2013 |
| C. D. Fátima (cedido)                 | Portugal | 2008      |
| U. D. Leiria (cedido)                 | Portugal | 2008-2010 |
| R. C. Deportivo de La Coruña (cedido) | España   | 2012-2013 |
| Vitória de Guimarães                  | Portugal | 2013-2014 |
| Balikesirspor                         | Turquía  | 2014-2015 |
| F. C. Metz                            | Francia  | 2015-2016 |
| F. C. Arouca                          | Portugal | 2016-2018 |
| C. S. Universitatea Craiova F. C.     | Rumania  | 2018      |
| Belenenses SAD                        | Portugal | 2018-2020 |
| Grasshoppers                          | Suiza    | 2020-2022 |
| Vitória F. C.                         | Portugal | 2023      |
| U. D. Oliveirense                     | Portugal | 2023-2025 |
| Varzim S. C.                          | Portugal | 2025-     |

## Palmarés

### Títulos nacionales
| Título          | Club                              | País    | Año  |
| --------------- | --------------------------------- | ------- | ---- |
| Copa de Rumania | C. S. Universitatea Craiova F. C. | Rumania | 2018 |